# 邵宗
邵宗（1430年—？），字以道，陝西臨洮府蘭縣人，校籍。明朝政治人物。進士出身。

## 生平
陝西鄉試第九十五名。成化五年（1469年）乙丑科會試第一百二十六名，殿試登進士第二甲第二十四名。

## 家族
曾祖邵材仲。祖父邵昌。父亲邵斌。